# Bystrá (Stropkov)
Bystrá, russinisch Быстре/Bystre (ungarisch Hegyesbisztra – bis 1907 Sztropkóbisztra, älter Oroszbisztra) ist eine Gemeinde im Nordosten der Slowakei mit 16 Einwohnern (Stand 31. Dezember 2024), die zum Okres Stropkov, einem Kreis des Prešovský kraj gehört.

## Geographie

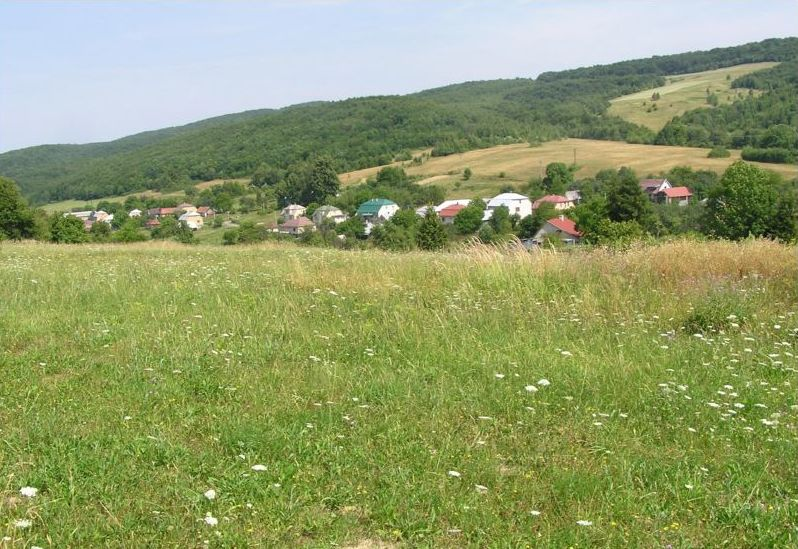
Bystrá

Die Gemeinde befindet sich in den Niederen Beskiden, im Bergland Laborecká vrchovina, am Bach Bystrá, eines Zuflusses des Poliansky potok im Einzugsgebiet der Ondava. Das Ortszentrum liegt auf einer Höhe von 400 m n.m. und ist 18 Kilometer von Stropkov entfernt (Straßenentfernung).
Nachbargemeinden sind Havaj im Westen, Nordwesten und Norden, Roškovce in Nordosten, Osten und Südosten, über einen Berührungspunkt Repejov im Süden und Varechovce im Südwesten.

## Geschichte
Bystrá wurde zum ersten Mal 1405 als Biztra schriftlich erwähnt, weitere historische Bezeichnungen sind unter anderen Bistre (1773) und Russké Bystrý (1808). Das Dorf gehörte zur Herrschaft von Stropkov, ab dem späten 18. Jahrhundert war es Besitz mehrerer Gutsherren.
1598 wurden drei Porta verzeichnet, 1715 gab es zwei verlassene und drei bewohnte Haushalte. 1828 zählte man 16 Häuser und 118 Einwohner (überwiegend Untermieter), die als Hirten und Holzfäller tätig waren.
Bis 1918 gehörte der im Komitat Semplin liegende Ort zum Königreich Ungarn und kam danach zur Tschechoslowakei beziehungsweise heute Slowakei. In der Zeit der ersten tschechoslowakischen Republik waren die Einwohner als Landwirte beschäftigt. In beiden Weltkriegen lag das Dorf zeitweise direkt an der Front. Nach dem Zweiten Weltkrieg pendelte ein Teil der Einwohner zur Arbeit nach Medzilaborce und Košice, 1965 wurde ein Forstwirtschaftsbetrieb im Ort gegründet.

## Bevölkerung
| Jahr                | 1994 | 2004     | 2014    | 2024     |
| ------------------- | ---- | -------- | ------- | -------- |
| Anzahl der Personen | 49   | 33       | 30      | 16       |
| Unterschied         |      | −32,65 % | −9,09 % | −46,66 % |

| Jahr                | 2023 | 2024     |
| ------------------- | ---- | -------- |
| Anzahl der Personen | 14   | 16       |
| Unterschied         |      | +14,28 % |

Nach der Volkszählung 2011 wohnten in Bystrá 30 Einwohner, davon 16 Russinen und 13 Slowaken. Ein Einwohner machten keine Angabe zur Ethnie. 
24 Einwohner bekannten sich zur griechisch-katholischen Kirche, zwei Einwohner zur orthodoxen Kirche und ein Einwohner zur Evangelischen Kirche A. B. Bei drei Einwohnern wurde die Konfession nicht ermittelt.

## Bauwerke und Denkmäler
- griechisch-katholische Erzengel-Michael-Kirche im klassizistischen Stil aus dem Jahr 1844[6]

## Verkehr
Nach Bystrá führt nur die Cesta III. triedy 3587 („Straße 3. Ordnung“) von Havaj (Anschluss an die Cesta II. triedy 575 („Straße 2. Ordnung“)) heraus.